# New Westminster

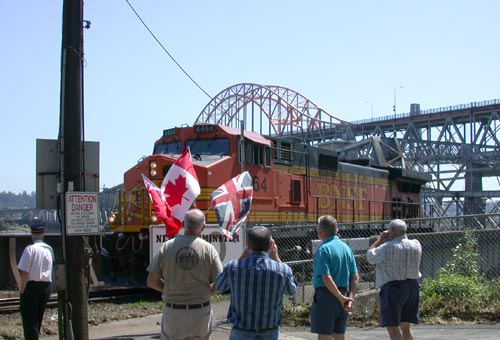
Ponte de New Westminster

New Westminster é uma cidade na região de Lower Mainland da Colúmbia Britânica no Canadá e é uma municipalidade membro do Distrito Regional de Metro Vancouver. Foi fundada pelo major-general Richard Moody como capital da recém surgida Colônia de Columbia Britânica em 1858, e permaneceu como tal até que as colônias da região continental e insular da província fossem unidas em 1866, sendo a maior cidade da região continental desde daquele ano e até que Vancouver passou a ser a cidade mais populosa durante a primeira década do século 20.
É localizada às margens do Rio Fraser que segue em sentido sudoeste em direção a seu estuário, do lado sudoeste da Península de Burrard, estando localizada aproximadamente ao centro da Grande Vancouver.

## História

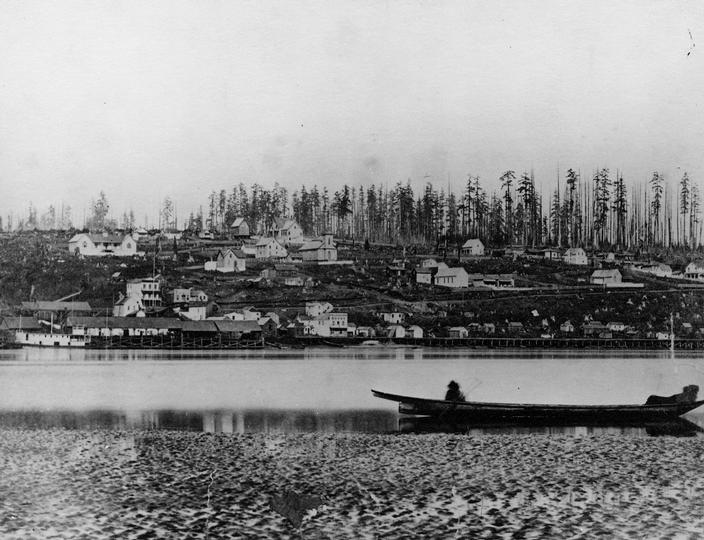
Vista de New Westminster vista do Rio Fraser, por volta de 1865

Antes de os colonizadores chegarem vindos de várias partes do mundo, a área atualmente conhecida como New Westminster era habitada pelas Primeiras Nações Qayqayt [en]. A descoberta de ouro na Colúmbia Britânica e a chegada de garimpeiros vindos do sul causou entre os colonizadores o receio de que americanos pudessem invadir para conquistar suas terras.
Richard Clement Moody [en] chegou à Colúmbia Britânica em dezembro de 1858, possuindo o cargo mais alto dentre os Engenheiros Reais da Divisão de Colúmbia [en], tendo sido especialmente escolhido para "fundar uma segunda Inglaterra às margens do Pacífico". Moody 'queria fundar uma cidade maravilhosa em território selvagem' e planejou sua cidade como sendo uma metáfora visual icônica no que se refere à dominação britânica, 'estilizada e localizada com o objetivo de reforçar a autoridade da coroa'. Subsequente à promulgação do Ato de Preferência de 1860, Moody estabeleceu a região de Lower Mainland, selecionou o local e fundou a nova capital, New Westminster. Moody e os Engenheiros Reais eram treinados no que se refere à colonização, e escolheram o local devido à sua defensibilidade: era mais distante da fronteira americana que o local da proclamação da colônia, Predefinição:Fort Langley National Historic Site, possuía "ótima infra-estrutura para comunicação naval, assim como por futuras grandes ferrovias troncais com destino ao interior, e possuía um excelente porto. Moody também ficou impressionado pela enorme beleza do local, escrevendo em sua carta a Blackwood,
"A entrada para o Frazer é impressionante--estendendo-se milhas à direita e à esquerda situam-se terras pantanosas (aparentemente de muito boas qualidades) e ainda o cenário de magníficas montanhas--de aparência semelhante às suíças, ricas em florestas e grandiosamente erguendo-se em direção às nuvens há uma sublimidade que impressiona profundamente. Tudo é grande e magnífico, digno da entrada dos domínios da Rainha da Inglaterra às terras continentais do Pacífico. [...] Minha imaginação converteu as áreas pantanosas silenciosas em pinturas como as de Cuyp, de cavalos e gado pastando ociosamente em ricas planícies em um pôr-do-sol admirável. [...] As águas profundas e límpidas do Frazer são tranquilas, não se vê uma ondulação sequer, exceto quanto um peixe sobre à superfície ou quando bandos de patos saem em revoada".

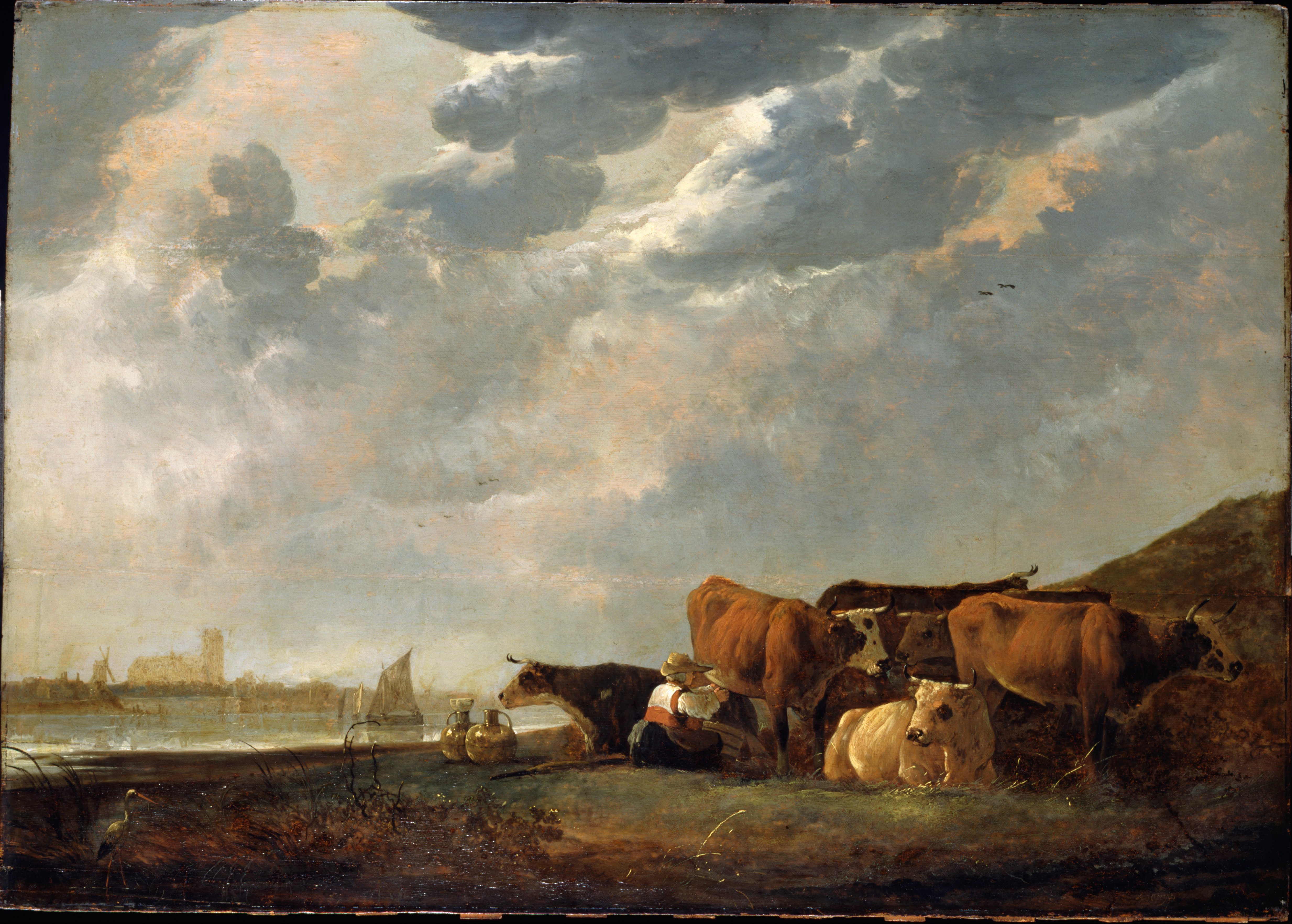
Moody comparou sua visão da nova Colônia da Colúmbia Britânica às cenas rurais pintadas por Aelbert Cuyp

Foi sugerido por Moody e pelos Engenheiros Reais da Divisão de Colúmbia [en] que o local fosse proclamado "Queensborough". O governador James Douglas [en] proclamou a nova capital sob este nome em 14 de fevereiro de 1859. O nome "Queensborough", no entanto, não pareceu atraente aos olhos de Londres, e foi a Rainha Vitória quem escolheu o nome para a cidade, inspirando-se em Westminster, uma parte de Londres, capital britânica, onde se encontravam e ainda se encontram os prédios do parlamento. A partir da escolha do nome pela rainha, a cidade ganhou seu apelido oficial de "A Cidade Real". Um ano mais tarde New Westminster se tornou a primeira cidade da Colúmbia Britânica a ser incorporada como tal, possuindo um governo municipal eleito. A cidade se tornou um dos pontos principais de aprovisionamento para garimpeiros em busca da Corrida do Ouro do Rio Fraser [en], uma vez que qualquer viagem rumo aos portos das regiões mineradoras de Yale e Port Douglas [en] se fazia por embarcações a vapor ou canoas Rio Fraser acima.

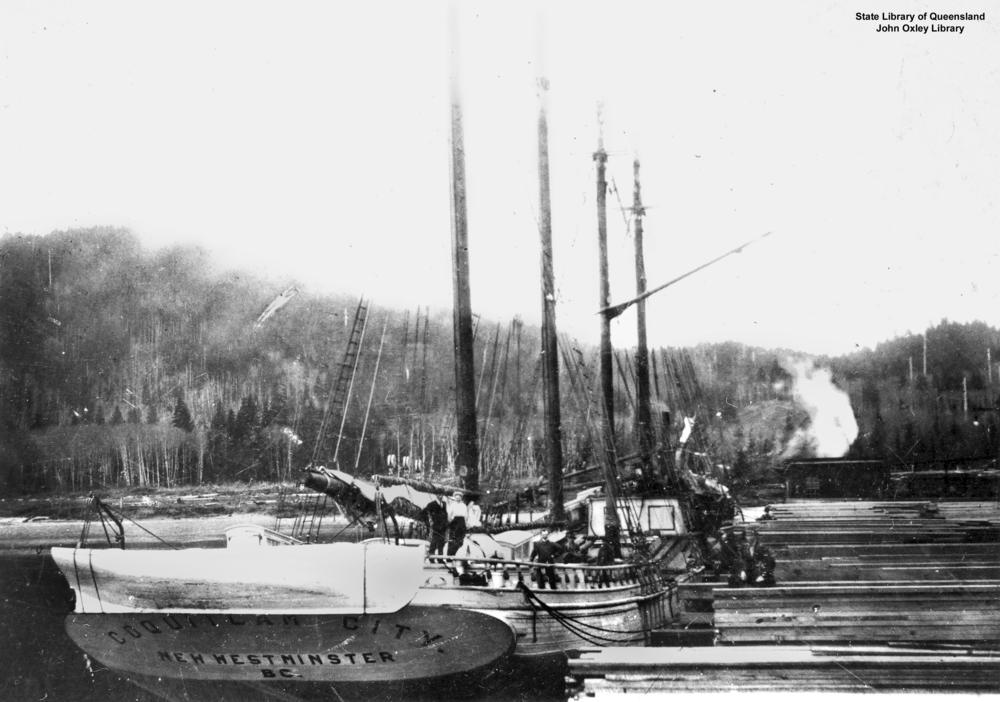
Coquitlam City, de New Westminster

No entanto, o secretário do Gabinete Colonial [en], Sir Edward Bulwer-Lytton, 'esqueceu-se das praticalidades de pagar pelos serviços de limpeza e desenvolvimento do local e da cidade' e os esforços dos Engenheiros de Moody foram continuamente prejudicados por conta de fundos insuficientes, algo que, juntamente com a contínua oposição de Douglas, 'fez com que fosse impossível que os planos [de Moody] fossem concretizados'.
O governador Douglas [en] passou pouco tempo em New Westminster e possuía pouco afeto pela cidade; sentimentos amplamente retribuídos pelos cidadãos de New Westminster, que avidamente ofereciam suporte aos esforços de desenvolvimento da cidade feitos pelo coronel Moody e castigavam o governador, que preferia permanecer pela maior parte do tempo isolado na distante Vitória. Contrastando com Vitória, onde colonizadores vindos da Inglaterra estabeleceram uma forte presença britânica, os primeiros cidadãos de New Westminster eram em sua maioria canadenses e marítimos, trazendo uma abordagem para o comércio que era em sua natureza voltada para o mundo empresarial, e ignorando as pretensões da antiga comunidade. Apesar de um conselho municipal ter sido outorgado, os habitantes de New Westminster também insistiram pela criação de uma assembléia legislativa para a Colúmbia Britânica, e ficaram enfurecidos quando o governador Douglas concedeu a condição de porto livre à Vitória, o que estagnou o crescimento econômico da cidade ao Rio Fraser. Além disso, para pagar pelas despesas de construção de estradas rumo ao interior da colônia, Douglas impôs impostos de importação para New Westminster.
Em 1866, a Colônia de Columbia Britânica e a Colônia da Ilha de Vancouver [en] foram unidas sob o nome "Colúmbia Britânica". No entanto, a capital da Colônia da Ilha de Vancouver, Vitória, situada na região sul da Ilha Vancouver, tornou-se a capital da recém-amalgamada Colônia de Columbia Britânica, fato decidido em votação na Câmara de Assembléia. No dia da votação, um membro da assembléia, William Cox [en] (um dos Comissários do Ouro [en] da colônia e partidário de Vitória), embaralhou as páginas do discurso que William Franklyn de Nanaimo (um partidário de New Westminster pretendia fazer, o que resultou na confusão de Franklyn, que leu seu primeiro parágrafo três vezes. Cox a seguir removeu as lentes dos óculos de Franklyn, fazendo com que o representante de Nanaimo não conseguisse ler nada de seu próprio discurso. Após um recesso para acalmar o tumulto resultante e permitir que o representante de Nanaimo pudesse colocar suas notas em ordem e consertar seus óculos, quanto os representantes retornaram à Câmara de Assembléia o orador John Sebastian Helmcken [en] (de Vitória) se recusou a autorizar que Franklyn pudesse ter uma "segunda" chance para fazer seu discurso. O voto subsequente foi de 13 a 8 contra New Westminster.

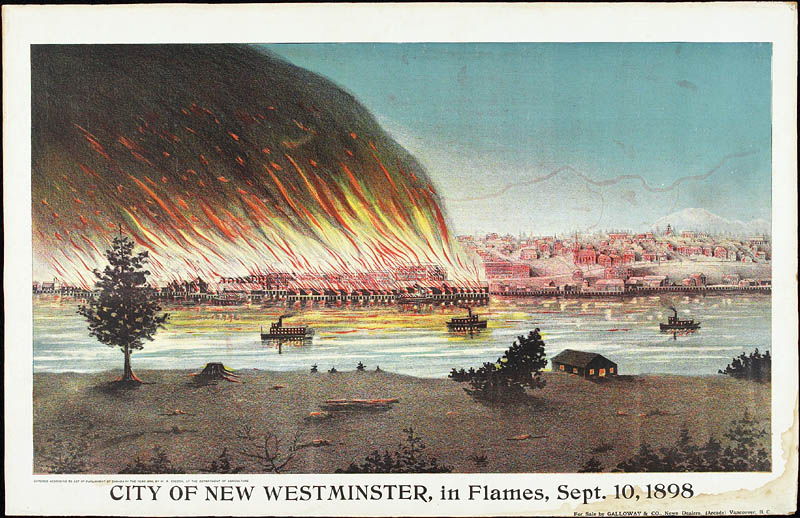
Cidade de New Westminster em chamas, 10 de setembro de 1898

Com a entrada da Colúmbia Britânica ao Domínio do Canadá em 1871, como sexta província, os prospectos econômicos de New Westminster melhoraram, porém a Cidade Real perderia sua boa sorte novamente, desta vez para a nova cidade ao final da ferrovia, a cidade de Vancouver, quando a Ferrovia Canadense do Pacífico foi estendida até as marges da Enseada de Burrard [en], apesar de parte da ferrovia chegar até New Westminster em 1886. Em 1879, o governo federal concedeu três reservas às Primeiras Nações Qayqayt [en], incluindo 104 acres (0,42 km2) da Reserva de Westminster do Sul, 22 acres ((89.000 m2) da região norte do Rio Fraser, e 27 acres (110.000 m2) em Ilha Poplar [en]. Uma epidemia de varíola assolou a população indígena de New Westminster, reduzindo seus membros de cerca de 400 para menos de 100. Muitos dos Qayqayt remanescentes foram assimilados a outras reservas da região, tais como a vizinha reserva da Primeira Nação Musqueam. Sua reserva na Ilha Poplar se tornou uma zona de quarentena para pessoas indígenas vítimas da varíola. Por décadas, a reserva da Ilha Poplar foi designada como pertencente a "todas as tribos da costa do Pacífico".
Em 1898, um incêndio destruiu o centro de New Westminster, e em 1913 o governo federal tomou a maior parte das terras de reserva das primeiras nações de New Westminster. Em 1916, as terras restantes na Ilha Poplar foram entregues ao governo da Colúmbia Britânica.
De 1927 a 1969, o Programa Oceanográfico da Estação da Costa da Colúmbia Britânica [en] coletou medições de temperatura e salinidade das águas costais para o Departamento de Pesca e Oceanos [en] a partir de New Westminster todos os dias durante este período.
Em 1991, a Armaria de New Westminster foi reconhecido como prédio do patrimônio histórico federal pelo Registro de Prédios Históricos do Governo do Canadá. Juntamente com o restante da região de Grande Vancouver, New Westminster sofreu com a pior qualidade do ar do mundo devido aos incêndios florestais de 2020 na Califórnia [en], e devido a um incêndio no velho pier no cais.

## Geografia

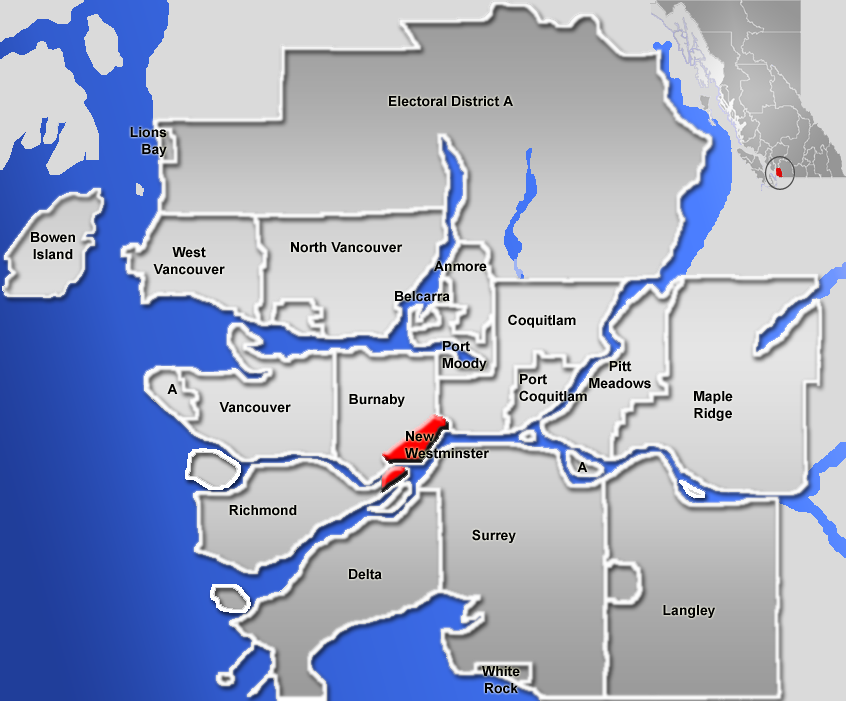
Localização de New Westminster

New Westminster é localizada na Península de Burrard [en], essencialmente à margem norte do Rio Fraser. Fica a 19 quilômetros (12 milhas) a sudeste da cidade de Vancouver, é adjacente a Burnaby e Coquitlam e, do outro lado do Rio Fraser, é adjacente a Surrey e Delta. Uma porção de New Westminster chamada de Queensborough [en] fica localizada na ponta mais ao leste da Ilha Lulu [en], adjacente a Richmond. A área terrestre total é de 15.3 quilômetros quadrados.

### Geografia urbana histórica
New Westminster mudou muito ao longo do tempo e também como resultado de sua participação nos esforços gerais de urbanização da região de Lower Mainland. (Veja também: Arquitetura da Grande Vancouver [en]

#### Penitenciária da Colúmbia Britânica

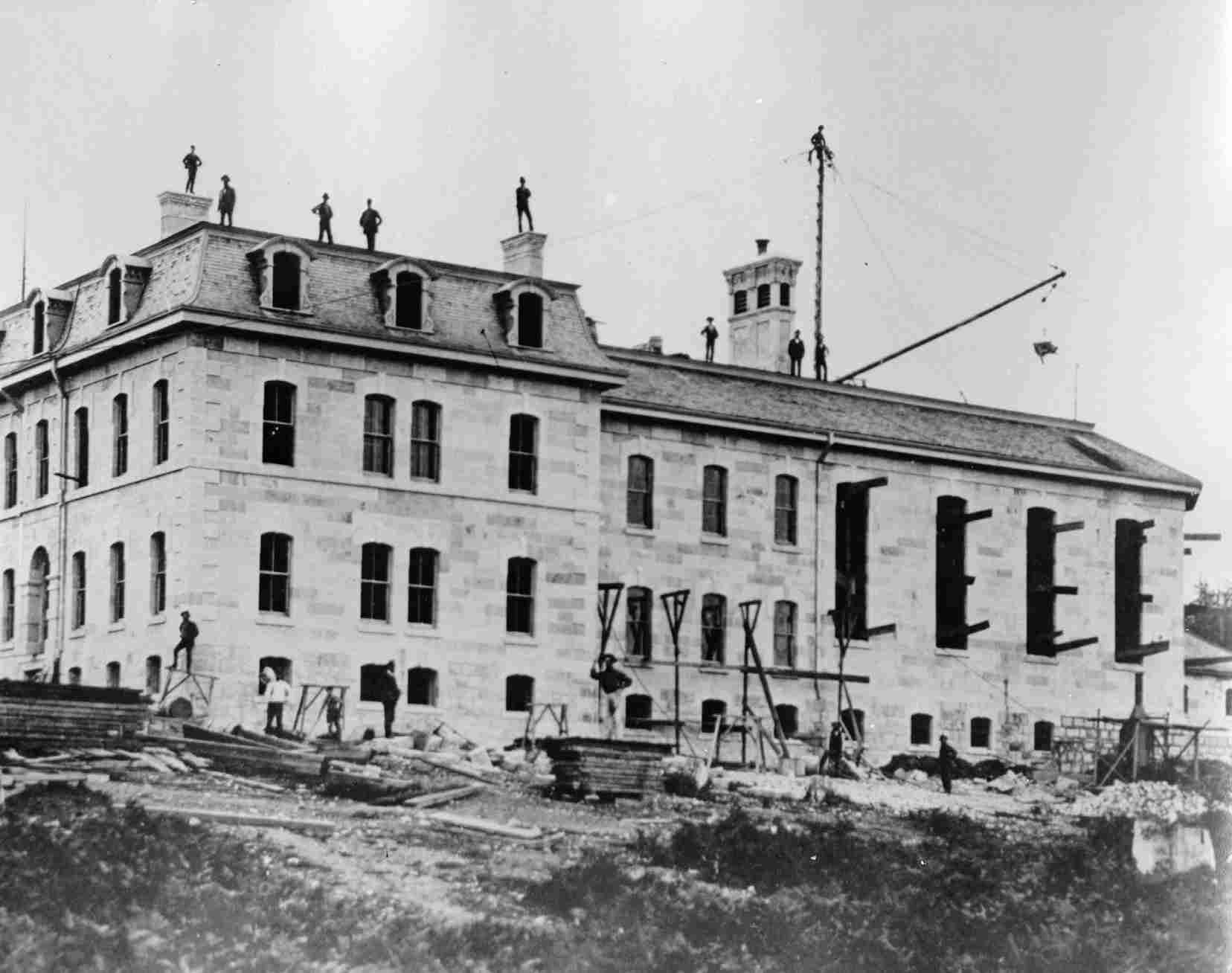
A Penitenciária da Colúmbia Britânica sendo construída por volta de 1877.

Em 1878, o Governo do Canadá inaugurou a Penitenciária da Colúmbia Britânica [en], a primeira penitenciária federal ao oeste de Manitoba. Conhecida em inglês como "BC Pen" ou simplesmente "the Pen" (e também antigamente conhecida como a "casa skookum [en]" na gíria/jargão Anglo-Chinook [en] comum nos primórdios da colonização da Colúmbia Britânica), ficava localizada entre o bairro de Sapperton e a região que é atualmente o Queen's Park [en]. A penitenciária alojou prisioneiros de segurança máxima desde a sua fundação e pelos próximos 102 anos, fechando em 1980. O bloco central original da Pen ainda existe e foi convertido em escritórios. A portaria, as escadas que levavam a esta e o velho armazém de carvão também ainda existem. O restante do terreno da Pen foi utilizado para a construção de novas townhouses, prédios e praças. Ao sul da área principal e de frente ao rio, a antiga armaria da prisão foi preservada como parte de um novo parque; este também era o local do cais da prisão que era bastante usado na época em que barcos a vapor eram o principal meio de transporte entre regiões da Lower Mainland, e até alguns anos depois.

#### Bosques
O hospital psiquiátrico infantil era localizado ao oeste da Penitenciária da Colúmbia Britânica e era adjacente à entrada da ponte Patullo (Patullo Bridge). Após seu fechamento, o prédio principal, abandonado, foi destruído por um incêndio em 9 de julho de 2008, exceto pelos portões de entrada. Em outubro de 2011 todas as velhas estruturas que ainda estavam ali foram demolidas e o terreno foi aplainado, o que resultou em alívio para alguns antigos residentes do local que não possuíam memórias positivas a respeito de sua infância passada ali.

#### Chinatown
A Chinatown the New Westminster era uma das primeiras estabelecidas na colônia continental, e era inicialmente a segunda maior depois da de Vitória [en]. Antes do desenvolvimento da Chinatown the Vancouver, a de New Westminster era a maior da região continental, seguindo o declínio de Barkerville [en] como centro mais populoso.
Era localizada na região da Front Street.
A Chinatown foi destruída no grande incêndio de 1898 e somente parte dela foi reconstruída em anos posteriores, tendo uma igreja e um centro de eventos culturais e comunitários como os primeiros prédios a serem reconstruídos.

#### Colúmbia Street
Até a conclusão da auto-estrada Highway 1 [en] em 1964, passando por New Westminster ao norte, o centro de New Westminster, próximo às margens do rio, era o principal centro de comércio e de serviços da região do Vale do Fraser e das áreas próximas de Burnaby e Coquitlam. Conhecido como "a milha do ouro", possuía várias lojas de departamentos tais como Eaton's, Kresge's e Woolworths, assim como lojas bem conhecidas e estabelecidas em New Westminster. Era uma época em que viajar para Vancouver de carro ainda era um sonho distante, e serviços ferroviários ainda estavam em operação diariamente para Chilliwack (esses serviços foram eliminados em 1950). As lojas eram de tão boa qualidade que até moradores de Vancouver ("vancouverites") viajavam para New Westminster de trem ou, mais tarde, pela auto-estrada Kingsway (originalmente chamada de Westminster Highway ou Westminster Road), para fazer compras na Colúmbia Street. Além das lojas, a Colúmbia Street possuía famosas casas de cinema, a Colúmbia e a Paramount, que rivalizavam em tamanho e qualidade com as de Vancouver. Dois fatores modernos, a construção da auto-estrada e a construção de shopping centers nos subúrbios com estacionamento grátis são geralmente associados com o declínio do comércio da Colúmbia Street, que estagnou apesar da construção de um grande estacionamento perto da Front Street nas décadas de 50 e 60. Lojas de departamentos (com exceção da loja Army and Navy) saíram do centro da cidade na mesma época em que a região de Uptown continuava a se desenvolver, eventualmente se tornando o novo centro de comércio e de serviços de New Westminster. Em outubro de 2006, a Colúmbia Street passou por um período de reformas para que fosse feito um sistema de uma só via em cada direção, dando espaço para a criação de ciclovias e estacionamento junto às calçadas. Essa reforma foi feita para encorajar mais tráfego de ciclistas e pedestres na região. Projetos de construção de altos edifícios comerciais e residenciais foram completados ou estão perto de serem completados. Por volta de maio de 2012, estes incluíram o Plaza 88, que conta com três torres, a completa renovação do Colúmbia que agora é um teatro em estilo cabaré para concertos, casamentos e demais eventos, e sede do Clube de Comédia Lafflines. O novo Westminster Pier Park, projeto de $25 milhões de dólares canadenses, foi oficialmente inaugurado em 16 de junho de 2012, e um novo centro cívico e prédio comercial chamado de Anvil Centre [en], na esquina das ruas Colúmbia Street e Begbie Street, foi completado em setembro de 2014.

#### Front Street
Originalmente uma rua comercial em frente ao cais, e também a região onde ficava a primeira Chinatown, a Front Street foi convertida em uma rota de tráfego para caminhões e um estacionamento foi construído durante a década de 1960 para suplementar o tráfego de pessoas interessadas no comércio da Colúmbia Street. Em décadas recentes a Front Street tem sido o foco principal do comércio emergente de lojas de antiguidades e brexós. A rua também foi palco para filmes tais como Rumble in the Bronx (passando-se por uma região no Bronx), I, Robot (como sendo uma Chicago do futuro), Shooter (como sendo a Filadélfia, com o rio Fraser sendo o rio Delaware), e New Moon. No começo de 2016, iniciou-se a parcial demolição do estacionamento como parte do trabalho contínuo da cidade para revitalizar e melhorar a área beira-rio.

#### Government House
A Government House original da Colônia da Colúmbia Britânica era localizada aproximadamente no mesmo local onde atualmente está a Royal City Manor. A casa foi originalmente ocupada pelo coronel Richard Clement Moody [en], que comandou os Engenheiros Reais da Divisão de Colúmbia que estabeleceram a cidade. Foi raramente usada pelo governador Douglas, porém foi usada pelo governador Frederick Seymour [en]. 

#### Estação da Canadian Pacific Railway de New Westminster
Adjacente à estação de skytrain de New Westminster, a antiga estação da Canadian Pacific Railway foi renovada e transformada em uma filial da franquia de restaurantes The Keg [en] em 1973. Em 2013, o restaurante fechou suas portas devido a problemas estruturais com o edifício. A área atualmente é ocupada por um bar local.

#### Queensborough
Queensborough era o nome originalmente escolhido para a capital colonial pelo Engenheiro Real comandante coronel Richard Clement Moody [en]. Quando a Rainha Vitória designou New Westminster ao invés como sendo o nome para a capital, o nome Queensborough foi dado à porção da Ilha Lulu [en], de New Westminster, que fica situada no braço norte do rio Fraser e ao sul da cidade principal. Queensborough é hoje em dia uma vizinhança residencial em crescimento, possuindo sua própria identidade. Vários complexos residenciais foram construídos adjacentes ao Westminster Quay (cais). Na língua nativa Chinook, "Koonspa", uma adaptação do nome Queensborough, é o nome habitual dado a toda New Westminster.

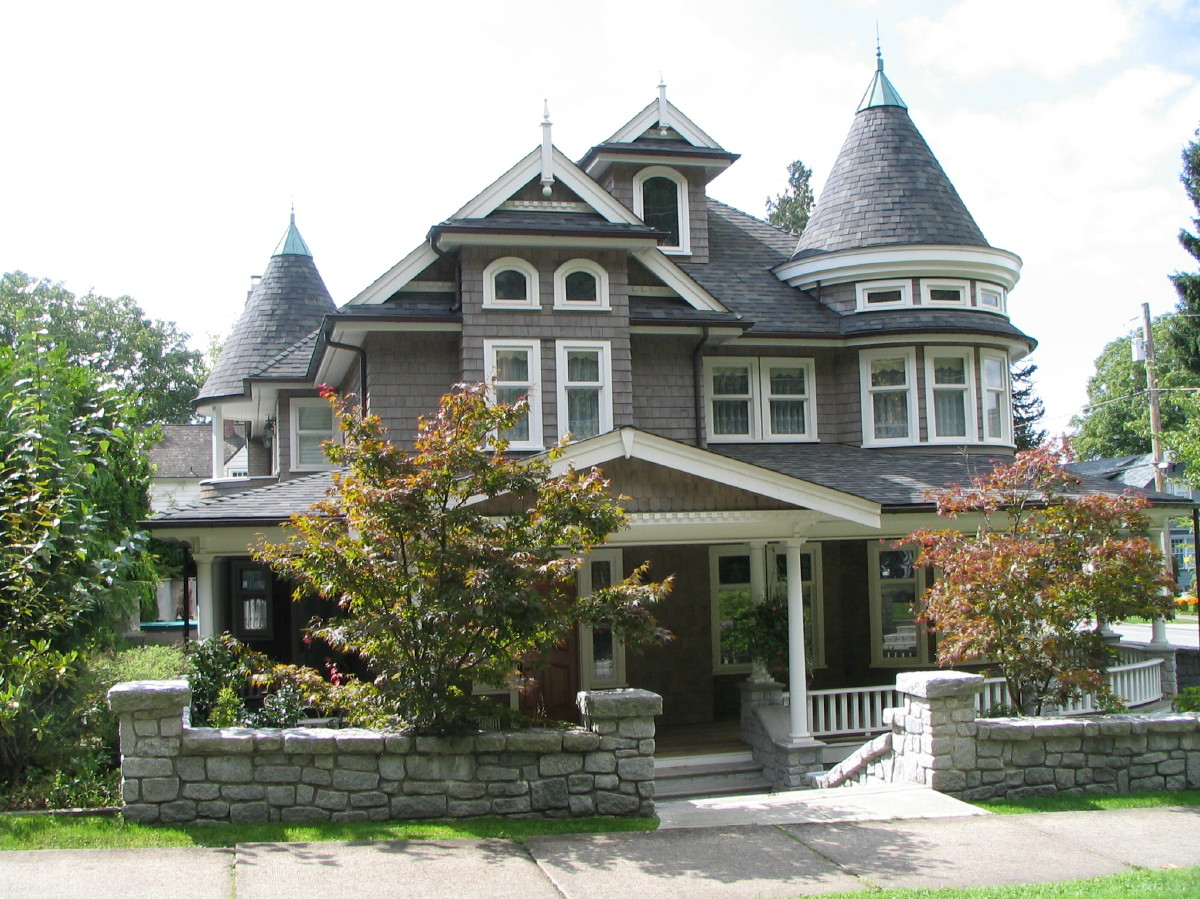
Réplica de casa no en no lado oposto ao Queens Park

Atualmente a área conta com várias lojas grandes e conhecidas tais como Walmart e Lowes, assim como o grande Starlight Casino e um modesto shopping center com lojas de outlet incluindo as famosas marcas Guess, Aldo Shoes, Bench, The Gap, Banana Republic, e Old Navy, dentre outras.

## Demografia
A cidade tem uma população total de 65.976 habitantes (censo de 2011).
O grupo dos nativos de New Westminster famosos incluem a cantora/actriz Alexz Johnson, o actor Raymond Burr, o piloto Greg Moore, o ilusionista Leon Mandrake e o jogador de basebol profissional Justin Morneau.

## Relações Internacionais

### Cidades Irmãs[27]
- Moriguchi, Japão - desde 1963
- Cidade de Quezon, Filipinas - desde 1991
- Lijiang, China - desde 2002

### Cidades Amigas[27]
- Zhenjiang, China - desde 2008
- YunFu City, China - desde 2009

## Ver Também
- Ponte de New Westminster
- Skybridge